# ŠK Preporod Zenica
ŠK Preporod Zenica – bośniacko-hercegowiński klub szachowy z siedzibą w Zenicy.

## Historia
Klub został założony w 1993 roku, jego pierwszym prezesem został Alija Alihodžić. W 2003 roku zespół uczestniczył w rozgrywkach Premijer ligi kobiet, zajmując wówczas szóste miejsce. W sezonie 2005 Preporod był siódmy w lidze, a w sezonie 2008 zajął szóstą pozycję. W sezonie 2009 klub zajął czwarte miejsce w mistrzostwach kraju kobiet. W latach 2010–2011 ŠK Preporod zakończył rozgrywki na trzeciej pozycji. W sezonie 2013 klub był szósty w lidze, a trzy lata później – czwarty. W późniejszym okresie Preporod nie uczestniczył w rozgrywkach kobiecej Premijer ligi, wrócił do niej w 2023 roku, zajmując wówczas piąte miejsce. Rok później klub zajął czwarte miejsce w krajowych rozgrywkach.